# Anthology (Asia)
Anthology è un album di raccolta del gruppo rock britannico Asia, pubblicato nel 1997.

## Tracce
1. The Hunter
2. Only Time Will Tell
3. Arena
4. Anytime
5. Don't Cry
6. Aqua Part One
7. Who Will Stop The Rain?
8. The Heat Goes On
9. Two Sides Of The Moon
10. Reality
11. Go
12. Feels Like Love
13. Someday
14. Heat Of The Moment
15. Military Man
16. Different Worlds
17. Time Again [acoustic] - bonus track